# Юссуф, Мохамед
Мохамед Юссуф (фр. Mohamed Youssouf; 26 марта 1988, Париж, Франция) — коморский футболист, полузащитник клуба «Аяччо» и сборной Комор.

## Клубная карьера
Поочередно играл во французских и греческих футбольных клубах (Гавр, Кретей, Ванн, Амьен, Эрготелис, Верия и др.). С 2019 года — игрок футбольного клуба Аяччо.
Текущая трансферная стоимость Мохамеда Юссуфа составляет от 0,5 до 0,9 миллиона евро. Его последний переход из Левадиакоса в Аяччо был в 2018 году. Аяччо бесплатно получил Мохамеда Юссуфа.